# Latvian Hawks
Die Latvian Hawks sind ein irischer Eishockeyclub aus Dublin, der 2007 gegründet wurde und in der Irish Ice Hockey League spielt. 

## Geschichte
Die Latvian Hawks wurden 2007 anlässlich der Gründung der Irish Ice Hockey League gegründet, an der sie seitdem teilnehmen. Der Club soll die große lettische Gemeinschaft in Dublin und Umgebung repräsentieren. So besteht der Kader der Mannschaft zu einem Großteil aus lettischen Einwanderern. Auch Trainer und Manager sind gebürtige Letten. 
Die zweite Mannschaft des  Vereins spielt als "Latvian Hawks B" in der IIHL-Developmental Division, einer Entwicklungsliga für die Irish Ice Hockey League. Zudem hat der Club eine Partnerschaft mit den ebenfalls dort spielenden Blackhawks.

## Stadion
Die Heimspiele der Latvian Hawks werden im Dundalk Ice Dome in Dundalk ausgetragen, der 1.200 Zuschauer fasst.  